# Can Xiringall
Can Xiringall o Xiringoi era una masia situada a l'actual avinguda dels Quinze, a tocar del passeig de Maragall de Barcelona, enderrocada el 1971. Com a d'altres que han desaparegut al llarg del temps (Can Sitjar Xic, Can Garrigó, Can Bartra, Can Mascaró, etc.), formava part d'un passat rural del que encara són testimonis la Torre Llobeta, Can Basté, Ca n'Ensenya i Can Verdaguer.

## Història
El 1900, l'Ajuntament de Barcelona va expropiar una part de la finca per a la construcció el 1901 de les cotxeres de l'empresa belga Tranvías de Barcelona a San Andrés y Extensiones (TBSAE). Durant els darrers anys, va patir nombroses segregacions, cobdiciada com a punt de comunicacions. El darrer propietari en fou Josep Armengol i Sardà, a qui la comprà l'empresa Construcciones José Castro SA.
Actualment, una part del solar de les cotxeres és ocupada pels jardins de Can Xiringoi, on hi ha un monument commemoratiu que recupera la seva memòria.

## Descripció
La seva estructura corresponia al model de masia tradicional catalana, si bé amb no gaire terreny. A la planta baixa hi havia els espais dedicats a les eines del conreu de la terra; al primer pis hi havia el menjador i les sales de dormir i al segon pis, les golfes per a guardar els fruits de la terra.